# Клон (телесеріал)
«Клон» (порт. O Clone) — один із найуспішніших бразильських телесеріалів виробництва телекомпанії Глобу першого десятиліття XXI століття. Вперше за всю історію бразильського кіно у серіалі докладно показано сімейний уклад мусульманської родини, порушена тема клонування людини та наркотичної залежності.

## Про серіал
Бразильська сценаристка Глорія Перес ризикувала, написавши не тривіальну мелодраму, а унікальне оповідання про бразильсько-мусульманську історію кохання, ускладнене темою клонування. Багато акторів, спочатку підібраних на головні ролі, відмовлялися з тих чи інших причин
від участі в проєкті. Прем'єра серіалу в Бразилії відбулася всього лише через декілька тижнів після трагедії 11 вересня 2001 р. у Нью-Йорку, що викликало сплеск негативного ставлення до мусульманського світу. Ризик був виправданим: «Клон» став однією із найуспішніших теленовел Бразилії. До 2010 року телесеріал для демонстрації був експортований у 90 країн. Роман, що зав'язався на знімальному майданчику між виконавцями головних ролей, став ще однією причиною росту популярності серіалу. 
 У листопаді 2009 року телекомпанія США «Telemundo» почала роботу над іспаномовною версією серіалу — «El Clon».

## Сюжет
Історія складається з трьох частин. Перша починається в 1980-х роках, у Ріо-де-Жанейро, Бразилія; коли молода 18-річна мусульманка Джад (Джованна Антонеллі), залишається сиротою й змушена повернутися в Марокко, де проживає її дядько Алі (Стеніу Ґарсіа). Проблема в тому, що вона виховувалася в країні, де культура настільки відрізняється від ісламу, що вона виявляється зовсім далека від релігії. Дядько повинен її навчити всього, що повинна знати мусульманська дівчина, зробити Джад релігійнішою. Там вона повинна адаптуватися до нового способу життя.
У той же час багата сім'я Феррас — брати-близнюки Лукас та Діогу (Мурілу Бенісіу) та їх батько Леонідас (Режіналду Фаріа) відправляються на відпочинок із Ріо до Марокко. Разом з ними їде доктор Аугусто Албієрі, друг сім'ї та за сумісництвом хрещений батько Діогу.
Лукас і Джад знайомляться й закохуються один у одного. Джад, хоча й усвідомлює, що це — харам (гріх) — кохати Лукаса, ставить над усе їх почуття. Знаючи, що вона буде змушена вийти заміж за того, кого обере для неї сім'я, дівчина вирішує втекти із Лукасом, але в нього виникають свої власні, сімейні проблеми. У Ріо брат-близнюк Лукаса — Діогу, потрапляє в аварію на гелікоптері та помирає. Вся сім'я Феррас перебуває у великій жалобі, тому спільні плани Джад та Лукаса на майбутнє відходять на задній план.
У другій частини кіноепопеї розповідається про те, як хрещений батько Діогу, доктор Албієрі, вирішує повернути смерть назад. Із клітини Лукаса він створює першу людину-клона.
Танцівниця Деуза (Адріана Лесса), небагата жінка середнього класу, яка хотіла, але не могла народити свою дитину, сама того не знаючи, була запліднена клоном.
Лео народився без ускладнень, але Албіері прагне залишитися поруч із ним і спостерігати за його вихованням, адже дитина - точна копія улюбленого хрещеника. Лео дуже прив'язався до вченого, через що Деуза постійно гнівалася.
Історія продовжується в теперішньому часі, коли Джад вийшла заміж за Саїда (Далтон Віг) та народила доньку, Хадіджу. Вона живе щасливо зі своєю новою сім'єю й навіть починає піклуватися про Саїда. Завдяки новій зустрічі з Лукасом, відроджуються колишні пристрасті. Але вони вже не молоді, у них нове життя й нові зобов'язання. Лукас одружений з Маïзою (Даніела Ескобар), і в нього також є донька — Мел, яка згодом стає наркозалежною.
Албієрі намагався зробити так, щоб Лукас і Лео ніколи не зустрічалися, і ніхто не довідався, що відбулося 20 років тому. Через те, що Лео та Албієрі були нерозлучними як батько та син, розгнівана Деуза забирає дитину із Ріо-де-Жанейро та від'їздить на північ Бразилії до своєї матері. Але згодом вони змушені повернутися, і молодий образ Лукаса знову з'являється перед Джад. Вони випадково зустрічаються в Марокко, і ця зустріч назавжди змінює долі героїв новели…
Серіал закінчується тим, що суспільство доктора Албієрі не в змозі прийняти людину-клона. Рятуючись від судового переслідування й скандалу, Албієрі й Лео зникають у пустелі Марокко, і їх подальша доля не відома. А головні герої серіалу Джад й Лукас тільки в останній 250-ій серії возз'єднують свою любов, яку визначено долею…

## Додаткові відомості
Глорія Перез, автор теленовели, стверджує, що у своїй історії вона не підкреслює ані політику, ані релігію. «Мусульмани такі ж звичайні люди, як і ми, тільки у них інша релігія», — говорить вона. У авторки були вагомі причини для занепокоєння, адже буквально за два тижні до прем'єри 11 вересня 2001 року в США сталася трагедія: у Нью-Йорку було здійснено терористичні акти. І ніхто не знав, як сприйме публіка нову теленовелу, яка присвячена мусульманам. «Важливо відзначити, що теленовела може слугувати певним роз'ясненням того, що мусульмани — не терористи», — пояснював глядачам Стениу Гарсія, який виконав роль араба Алі, голови великої мусульманської родини.
Спочатку керівники «Глобо» категорично відмовлялися запускати серіал у ефір. У генерального директора Марлусе Діас да Сілви були сумніви щодо успіху новели, в якій докладно розвивали тему клонування людини, наркозалежності та тему мусульманства як релігії. Протистояння автора серіалу і керівництва телекомпанії тривало рік, а в цей час замість «Клона» на екрани вийшов «Порт Чудес» Агіналду Сілви. Після довгого очікування Глорія Перез все ж таки отримала від керівників зелене світло. Однак, на цьому проблеми авторки не закінчувалися. Вона стала жертвою нескінченних нападів гніву та невдоволення на її новелу. «Клон» витримав жорстокі випробовування. Була не одна спроба зашкодити проекту ", — розповідає вона.
Окрім цього, Глорія Перез зіткнулася зі складнощами підбору акторів. "У моїй теленовелі ніхто не погоджувався грати. Актори вигадували абсолютно безглузді причини ", — говорить вона. Головною складністю було те, що Глорія не хотіла навіть думати про те, що їй доведеться поміняти акторський склад, про який вона мріяла. Для виконання головної ролі Глорія хотіла запросити Фабіо Ассунсона, але актор не повірив у її сюжет і відмовився. У ролі Жаді авторка бачила Летісію Спіллер, але акторка віддала перевагу театру. "Я хочу зробити свою п'єсу. Знаю, що у серіалі необхідна моя участь, але я обираю театр ", — виправдовувалася Летісія. Навіть Едуарду Московіш, який вже грав в теленовелі Глорії Перес «Шалені Гроші», не дав згоди. Посилаючись на втому, він відмовився від ролі Саїда. Спочатку відмовився від ролі і Режіналдо Фарія, його відмовкою теж був театр. Роль Леонідаса, яка спочатку призначалася для нього, була запропонована Раулу Кортезу. Але за нього вибухнула битва між теленовелами «Клон» і «Дочки Єви» Сілвіу ді Абреу, який теж хотів бачити Раула Кортеза у себе. Однак, несподівано Режіналдо Фарія, незважаючи на театр, погодився на вмовляння. Також авторка отримала відмову від Жозе Маєра, якому вона запропонувала роль Алі. У Мануела Карлоса і його мінісеріалу теж були в той час проблеми з підбором акторів, і Майєр в підсумку вирішив зіграти головного героя у «Присутності Аніти». На цю роль погодився Стеніу Гарсія, якому довелося суміщувати роль дядька Алі із роллю головного персонажа у теленовелі «A Padroeira», де він у той час знімався. "Це був певний виклик для мене. Абсолютно несподівано я отримав купу книг для вивчення в двадцятиденний термін. Але так як я вже двічі брав участь в теленовелах Глорії, мене моя інтуїція не підвела. Вважаю Алі одним з найвдаліших моїх персонажів ", — ділиться Стеніу.
Авторка «Клону» розглядала можливість співпрацювати з режисером Денізі Сарасені, але йому не сподобалася історія про мусульман, і вони з Глорією Перез не знайшли спільну мову. Тоді вибір припав на Жайме Монжардіна, але він відклав ненадовго підготовку до зйомок, оскільки ще працював над мінісеріалом «Бразильська Акварель». Жайме Монжардін і Маріу Лусіу Ваз — головний режисер відділу контролю та якості телекомпанії «Глобо» — були єдиними членами дирекції, хто підтримав ідею авторки з самого початку. "Я відразу закохався в цю історію і вірю, що сама доля послала її мені ", — каже Жайме.

## Історія зйомок
Першим випробуванням для режисера Жайме Монжардіна стало питання щодо того, як знайти правильну кольорову гамму для теленовели. "Марокко — це країна помаранчево-червоних відтінків. Цей колір у всьому — у килимах і тканинах, у спеціях і навіть у заході сонця над пустелею. Це також колір, який найкраще передає марокканців — веселих, відкритих людей ", — пояснює він. Всі приготування до зйомок «Клона» були зосереджені на досягненні потрібного колірного ракурсу: від гримерки до знімального майданчика, від репетицій до самих зйомок, від діалогів до музичного оформлення. «Я та інші режисери, Маркус Шехтман, Тереза Лампрейа і Маріу Бандера, працювали разом, щоб знайти цей баланс, налаштувати все і всіх, як один оркестр», — пояснює Монжардін.
Для акторів, щоб увійти в роль, недостатньо було надіти мусульманський одяг, вивчити свій текст і характеристику персонажа. Щоб зблизитися з образом Джад, Джованні Антонеллі необхідно було не тільки багато чого довідатися про життя мусульман, але і відчувати себе мусульманкою під час зйомок. Спеціально для зйомок у серіалі, акторка навчилася танцювати марокканські танці — танець живота, танець зі змією, танець із шаблями. Те ж саме було і з іншими акторами. Кольори, світло, обстановка, звук — все було передбачено, для того щоб вони зжилися з персонажами.
Поки одна частина знімальної команди відвідувала клініки зі штучного запліднення і вела бесіди з генетиками, актори, режисери, гримери, продюсери та інший обслуговчий персонал вирушили в Марокко, де провели 40 днів, привізши з собою більше 4 тонн камер, відео-та аудіо-обладнання. «Це був унікальний досвід для нас. Ми знімали в пустелі Сахара при спеці у 50 градусів; ми замовили 25 верблюдів і 12 провідників; перетворили магазини Феза в гримерки і монтажні кімнати; знімали по 10 сцен за день. І все це робили так, щоб не зашкодити життю марокканців, ми ж не могли зупинити життя міста», — говорить режисер.
У будинках марокканців і на їх вулицях все для знімальної групи було незвичайним і дивовижним: мусульманки в довгих шатах; чудові мечеті, куди можуть входити лише мусульмани; позивний для тих, хто молиться; фонтани з пелюстками троянд; голови віслюків, які продаються прямо в крамницях; верблюди в пустелі; танець живота і навіть пристрасть жінок до футболу. У пустелі також було достатньо несподіванок — камери припиняли працювати через жахливу спеку, навіть підошви черевиків плавилися. Отруйні змії з'являлися в наметі, де знімали любовні сцени Джад та Лукаса…
Після повернення в Ріо на студію телекомпанії «Глобо» зйомки продовжилися. Була побудована копія міста Фез, де постійно у кожній сцені було задіяно до п'ятдесяти статистів, район Сан Кріштован, де повинні були жити Латіффа і Мухамед, будинок Лукаса і Маïзи, а також клініку доктора Альбьері, де був створений клон. Ну і звичайно, «Клону» необхідні були спецефекти, коли в одній сцені разом з'являються Лукас та Дійогу, Дійогу і Лео (всіх зіграв актор Мурілу Бенісіо). Все це зробило «Клон» незвичайним.

## Суперечки з приводу клонування
За допомогою досягнень науково-технічного прогресу можна вилікувати різні захворювання, але, в той же час, цей прогрес і, зокрема, клонування є загрозою подальшому розвитку людства. Леандру (Лео) — генетична копія Лукаса в теленовели «Клон». Він був створений в лабораторії вченого Альбьері без запліднення яйцеклітини сперматозоїдом. Це було зроблено без перехрещування генів батька і матері, а саме це гарантує, що дитина буде унікальною, і у неї будуть свої власні риси. Ось чому в теленовелі у Леандру ті ж очі, губи, руки, пальці, та ж статура і той же генетичний код, як і у Лукаса. Єдине, вони різного віку і з різним життєвим досвідом, так як росли в різний час. Техніка клонування, використовувана Албьері при створенні Леандру (ембріон був імплантований у матку Деузи, яку зіграла Адріана Лесса), була ідентична тій, яка використовувалася при клонуванні овечки Доллі — першої клонованої живої істоти.
Клонування може викликати фізичні вади та проблеми. Доллі, наприклад, мала деякі «старі» клітини, такі ж старі, як і у клонованої вівці. Це означає, що в разі клонування людини, можлива поява на світ дитини вже зі старими клітинами. Що означає, що у цієї дитини може бути, наприклад, ревматизм, рак, старіння нервових клітин. Більшість клонованих тварин народилися занадто великими, з відсутніми кінцівками, проблемами з диханням, нирковою недостатністю та іншими проблемами. Збільшені розміри клонів також ризиковані для сурогатної матері. І не всі клоновані ембріони виживають — наприклад, щоб створити Доллі, було відкладено 227 клітин, з них перетворилося на ембріон 27, а вижив тільки один.
Але в клонуванні є й позитивні сторони, воно дає надії тисячам невиліковно хворим людям. Технологія клонування — це не тільки відтворення живої істоти, але й можливість вирощувати нові, здорові клітини й органи. Вчені вірять, що з клітин, витягнутих для клонування ембріона, в майбутньому можна буде створювати серце, нирки та інші органи для трансплантації. Також можна буде виростити здорові клітини, які замінять хворі клітини, вилікувавши такі хвороби, як параліч, діабет, цироз печінки, гепатит і хвороба Паркінсона. Клонування — це ящик, повний сюрпризів і тем для дискусій. З одного боку, є ті, хто засуджує людське втручання в закони божі. З іншого боку, є ті, хто мріє, що техніка клонування допоможе їх хворим родичам.

## Цікаві факти
Спеціально для зйомок теленовелли «Клон», на студії «Прожак» було побудовано сценографічне місто в 830 квадратних метрів, який повністю відтворював вулиці марокканського міста Фес. Перші серії новели знімалися в Марокко, кожна з яких коштувала «Глобо» 100 тисяч реалів. Але компанія не прогадала, так як кожні рекламні 30 секунд коштували 150 тисяч реалів.
Для того, щоб перенести «Клон» з аркуша на екран було дано лише 5 місяців.
Як тільки Марокко був обраним ідеальним місцем зустрічі головних героїв (Джад та Лукаса), місцем проживання дядька Алі, дядька Абдула і його племінників — Мухамеда, Саїда та Назіри, почалося велике переселення техперсоналу із розвиненого Ріо-де-Жанейро до розпеченої сонцем пустелі Марокко.
Щоб максимально зблизитися з образом Джад, акторка Джованна Антонеллі навчилася танцювати марокканські танці — танець живота, танець зі змією та танець із шаблями.

## У ролях
- Мурілу Бенісіу — Лукас/Діогу/Лео
- Джованна Антонеллі — Джад
- Віра Фішер — Іветті
- Режиналду Фарія — Леонідас
- Даніела Ескобар — Маïза
- Адріана Лесса — Деуза
- Неуза Боржес — Далва
- Жандіра Мартіні — Зораїде
- Марселу Новаес — Шанді
- Маркус Фрота — Ескобар
- Бет Гуларт — Лідіане
- Сіса Гімараінс — Кларісі
- Віктор Фазано — Тавіньо
- Дебора Фалабелла — Мел
- Лусіано Цафір — Зейн
- Гільерме Каран — Рапозан
- Ері Жонсон — Ліжейріньо
- Міріан Ріос — Аніта
- Тотіа Мейрелес — Лаурінда
- Муріло Гроссі — Жуліо
- Нівеа Стельман — Ранія
- Раул Газола — Міру
- Таіс Ферсоза — Телмінья
- Франсуаза Фортон — Сімоне
- Сержио Мароне — Сесеу
- Жуліана Паес — Карла
- Тьяго Фрагозо — Нанду
- Елізанжела — Ноемія
- Стефані Бріту — Саміра
- Тіаго Олівейра — Амін
- Карла Діас — Хадіжа
- Кароліна Масіейра — Сумайя
- Перрі Саллес — Мустафа
- Соланж Коуто — Донна Жура
- Талма ді Фрейтас — Карол
- Мара Манзан — Одетті
- Сілвіо Гвіндане — Базиліу
- Марсело Бру — Пітоку
- Крістіана Калаше — Анінья
- Жайме Періард — Роже
- Антоніо Пітанга — Тьяо
- Вівіане Вікторетте — Режинінья
- Мішеле Франко — Мішеле
- Мілена Паула — Мілена
- Інгра Ліберату — Аміна
- Едуардо Мартіні — Котіа
- Едуардо Кануто
- Луан Убакер — Дуда
- Айме Убакер — Айме
- Далтон Віг — Саїд
- Марія Жоан Бастос — Амалія
- Андреса Коетс — Сонінья
- Маріо Лаго — доктор Моліно
- Беатриз Сегалл — Пенелопа Браун
- Таніа Алвес — Норма
- Антоніо Калоні — Мохамед
- Осмар Прадо — Лобату
- Себастіан Васконселос — дядько Абдул
- Роберто Бонфім — Едвалду
- Рут ді Соуза — Донна Мосінья
- Летісія Сабателла — Латіфа
- Нівея Марія — Една
- Крістіана Олівейра — Алісінья
- Еліане Жардіні — Лара Назіра
- Леа Гарсія — Лола
- Жука де Олівейра у ролі Албіері
- Стеніу Ґарсія у ролі Алі
- Франсіско Куоко у ролі падре Маттіолі

### А також
- Елоіза Мафалда — Аміна (сусідка Джад в Ріо-де-Жанейро)
- Вальдерес ді Баррос — Салуа (мати Джад)
- Сілвія Пфейфер — Сініра
- Нуно Леал Майа — Жорже Луїс
- Пауло Беті — Армандо
- Умберто Мартінс — Ауреліо
- Жоан Карлос Барросо — Северіну
- Алессандро Сафіна — Алессандро Сафіна
- Жоана Фом — Доктор Сесилія
- Тоні Рамос

## Трансляція в Україні
В Україні серіал транслювався на каналах «1+1», «ТРК Україна» та «К2» з українським багатоголосим закадровим озвученням студії «1+1». Також показано на каналі «Enter-фільм» з російським багатоголосим закадровим озвученням студії «AB-Video» на замовлення «Першого каналу».